# Praia da Freguesia (Coari)
Praia da Freguesia (também conhecida como Freguesia) é uma praia localizada no município de Coari, no estado do Amazonas, no Brasil. Fica a cerca de 20 km do porto da cidade1, seguindo via fluvial pelo Lago de Coari.

## Etimologia
O nome Freguesia é de origem portuguesa e possui denominação portuguesa referente a menor divisão administrativa de lugar ou povoado no antigo Império Português. Foi nomeada de "lugar de Alvelos", "Freguesia de Alvelos" e depois popularmente chamada apenas de Freguesia.

## História
A freguesia de Alvelos foi o primeiro núcleo de povoamento de Coari no final do Século XVII. Os padres juntavam as diversas tribos indígenas e fundavam as aldeias. No final do século XIX houve a mudança da sede do município para o atual local junto a foz do lago de Coari. E o antigo lugar da “Freguesia velha” tornou-se um balneário para os moradores de Coari.

## Características
A praia da Freguesia é uma praia fluvial, localizada dentro do Lago de Coari, entre este e os rio Coari e Rio Urucu. Possui areia branca e fina e águas escuras e calma. Próximo das margens possui arbustos menores e acima árvores maiores. Em período de seca dos rios torna-se uma praia quilométrica boa para caminhadas e esportes de lazer como voleibol. É comum excursões de grupos de amigos e familiares nos finais de semana e organização de lual com fogueira e violão.

## Como chegar
1 A partir do porto de Coari, você pode alugar um barco ou lancha que pode durar de 10 minutos a 1 hora, dependendo da velocidade da embarcação.  

## Nota
- Observar a previsão do tempo e o cuidado em pernoite sobre a frequente forte ventania noturna, pode mover do lugar barracas e barcos.
- Orienta-se a quem produzir lixo no local, levá-los de volta. Em caso de orgânicos como restos de alimentos e de fogueira, enterrá-los.